# Le Petit Marseillais (journal)
Pour les articles homonymes, voir Le Petit Marseillais.
Le Petit Marseillais est un quotidien régional édité à Marseille entre 1868 et 1944.

## Histoire
Le journal a été co-fondé à Marseille en 1868 par Toussaint Samat (1841-1916), fils d’un tonnelier de Mazargues devenu ouvrier typographe, Denis Bourrageas (et non Gustave son fils) et Jean-Baptiste Peirron (1845-1916).
Élise Lasry explique : « Grâce à sa rencontre avec Gustave Bourrageas, qui revient alors de Zanzibar où il a amassé une petite fortune, Samat va pouvoir concrétiser son rêve. Les deux hommes embarquent dans leur entreprise le beau-frère de Samat, Jean-Baptiste Peirron. Le 22 mars 1868 paraît le premier numéro du Petit Marseillais, tiré à 5 700 exemplaires. Le chiffre augmente rapidement pour se stabiliser à 20 000 avec un record de 40 000 »,.
Les rubriques traitent beaucoup de local, sans oublier le national et l'international, la Bourse et les procès célèbres. Il fut surnommé le « journal à un sou » à cause de son prix de vente (5 centimes de franc - 1 sou) alors que les autres journaux coûtaient 2 sous (10 centimes),.

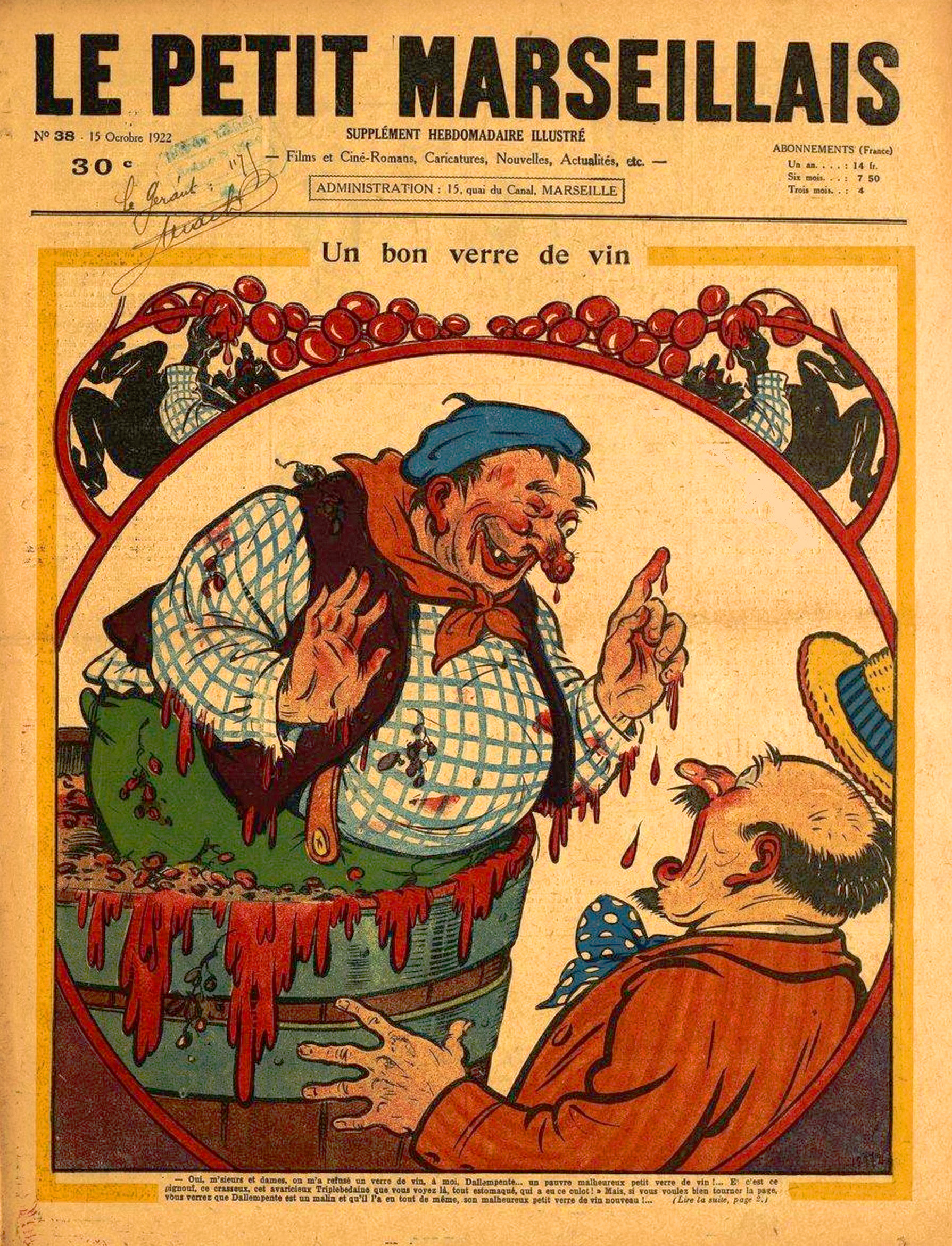
Caricature à la une du supplément hebdomadaire du Petit Marseillais en 1922

En 1869, le journal, grâce à l'affaire des « empoisonneuses » (des dizaines de femmes accusées d'avoir tué leurs maris), réalisa ses premiers tirages importants. Le procès se déroulant aux Assises d'Aix-en-Provence, Toussaint Samat le fit couvrir par ses journalistes qui se relayaient en permanence au Palais de Justice et rapportaient heure après heure le déroulement du procès dans ses moindres détails. C'était une première dans la presse et Le Petit Marseillais en profita pour asseoir sa réputation.
En 1880, il devint le deuxième plus grand journal de province, derrière Le Petit Lyonnais et devant La Dépêche. Au cours des années 1880, Félix Dubois fut l'un des correspondants européens du journal, il écrivait de Berlin et de Vienne.

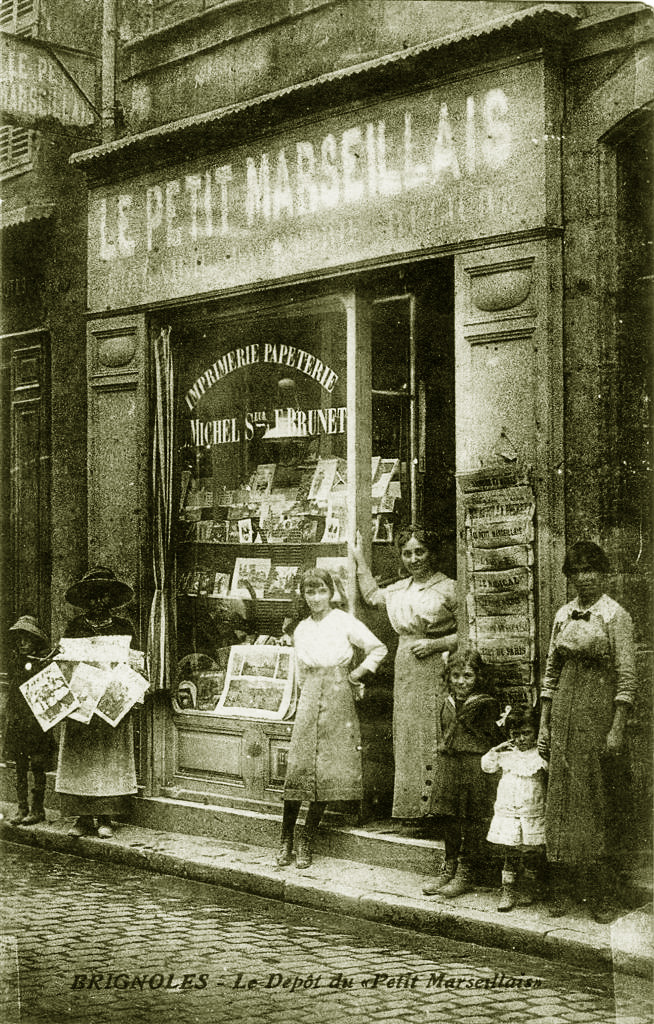
Dépôt du journal Le Petit Marseillais à Brignoles

Une statistique journalistique, de 1887, indique que Le Petit Marseillais était alors de tendance républicaine, spécialisé dans les secteurs du commerce et de la finance, et que son tirage était de 76 000 exemplaires.
Pour contrer une concurrence devenue plus forte, avec l'apparition des journaux Le Radical, Le Petit Provençal et Le Soleil du Midi, Le Petit Marseillais se modernisa en lançant un format de six pages dont le premier numéro parut le 16 mai 1897.
Au cours de l'année 1939, Le Petit Marseillais atteignit un tirage quotidien de 150 000 exemplaires. En cette fin de décennie, le journal était diffusé dans le sud-est de la France, la Corse et l'Afrique du Nord. Bien qu'il continuât à se proclamer républicain, sa ligne politique devint extrêmement modérée.
La République du Var, quotidien radical-socialiste, édité à Toulon, fut absorbé. Puis Le Petit Marseillais prit le contrôle d'un autre journal de gauche, Le Petit Var, aussi basé à Toulon, et se déclara favorable dès juillet 1940 à la Révolution nationale prônée par Pétain.
Lors de la Seconde Guerre mondiale, le journal s'affirma ouvertement pour le gouvernement de Vichy. Jean Gaillard-Bourrageas, descendant de Gustave Bourrageas, directeur du journal et principal actionnaire, fut arrêté en mars 1941 pour escroquerie et détournement de fonds au préjudice du journal. Il tenta de retrouver sa position dirigeante au sein du quotidien, ce qui provoqua l'arrestation de co-gérants en 1943, l'implication de Pierre Laval, des Allemands et d'un directeur et administrateur de journaux, Albert Lejeune, directeur notamment du Petit Niçois.
Pour cette sombre affaire de rachat de parts du journal à laquelle furent mêlés les Allemands et Laval, Jean Gaillard-Bourrageas, en fuite, est jugé et condamné à mort par contumace par la Cour de justice de Marseille le 22 octobre 1944,. Albert Lejeune, présent à l'audience, est aussi condamné à mort. Il est fusillé le 3 janvier 1945.
Le journal disparut en 1944, aux premiers jours de la Libération. Tout le groupe de presse et ses imprimeries furent récupérés par la Résistance. Le Petit Var réapparut sous le titre Le Petit Varois, journal d'obédience communiste. Quant à La République du Var, elle réapparut sous le même titre. Les locaux du Petit Marseillais furent récupérés et devinrent ceux de La Marseillaise.